# 张僖 (文艺组织者)
张僖（1917年12月12日—2002年10月26日），男，江西南丰人，生于湖北宜昌，中国文学艺术组织工作者，中国作家协会秘书长、书记处书记，作家出版社原社长。